# ナンド・ローリア
ナンド・ローリア（Nando Lauria、1960年5月11日 - ）は、ブラジルの歌手およびギタリストである。

## 略歴
7歳のとき、ローリアはヴィオラオ（ブラジルのアコースティックギター）を手にした。彼は兄がバンドでエレクトリック・ギターを弾く音楽一家に育った。ローリアは、彼らのコンサートに行き、ヴィオラオを弾き自宅で彼らの姿を真似していた。若者の時分は、ビートルズや1970年代のブラジルの人気ミュージシャンの音楽を繰り返し聴いていた。彼は自分で音楽の要素を学び、和音を演奏することを学んでいった。そして自分の音楽の発見を即興で楽しむことを学んだ。
12歳のとき、彼は多くの学校制作に参加し、地元のテレビや劇場で観られるようになった。15歳のとき、彼はブラジルの「アベルトゥーラ」音楽祭に参加し、ギターデュオのバーニア&カルティエを賞賛した。フェスティバルの他のミュージシャンには、ミルトン・ナシメント、クラブ・ダ・エスキーナ、イヴァン・リンス、ジャヴァン、エグベルト・ジスモンチがいた。16歳で初めて「Jangadeiro」を作曲し、これが彼の作曲家志望に影響を与えたとされている。
1978年、ローリアはボーカル・グループ「Boca Livre」の影響を受けたバンド「Nos e Voz」を結成した。このバンドとともに彼はブラジル中で演奏した。1980年、20歳のとき、地元の音楽アカデミー、ペルナンブコ音楽院の授業を受けるようになった。1983年には、ブラジル政府からアメリカのバークリー音楽大学に留学するための助成金を受けた。彼は、音楽、調和、対位法、耳のトレーニング、映画制作など多くのジャンルを研究した。1987年にプロフェッショナル・ミュージックの学士号を取得して卒業している。
ブラジルに戻るローリアの計画は、1988年にパット・メセニー・グループとのコンサートに招待されたときに変わることとなった。彼らは一緒に、マサチューセッツ州ケンブリッジのナイト・ステージ・クラブで一連のコンサートを行った。1993年に彼はナラダ・レコードと契約し、ライル・メイズ、ダニー・ゴットリーブが参加したアルバム『Points of View』（1994年）と、アルバム『Novo Brasil』（1996年）をリリースした。曲はすべてローリアによる作曲とプロデュースがなされ、アルバムは『ビルボード』誌のコンテンポラリー・ジャズ・チャートに登場している。彼の音楽はアメリカ、カナダ、ヨーロッパ、南アメリカ、アジアで演奏された。ローリアは、フュージョン・バンド「スペシャルEFX」でキエリ・ミヌッチともコラボレーションを行った。

## ディスコグラフィ

### ソロ・アルバム
- Points of View (1994年、Narada)[2]
- Novo Brasil (1996年、Narada)[1]

パット・メセニー・グループ
- 『ザ・ウェイ・アップ』 - The Way Up (2005年、Nonesuch)[3]